# Timonius sylvestris
Timonius sylvestris là một loài thực vật có hoa trong họ Thiến thảo. Loài này được S.Moore miêu tả khoa học đầu tiên năm 1927.